# Tirepied
Tirepied – miejscowość i dawna gmina we Francji, w regionie Normandia, w departamencie Manche. W 2013 roku populacja ówczesnej gminy wynosiła 822 mieszkańców. 
W dniu 1 stycznia 2019 roku z połączenia dwóch ówczesnych gmin – La Gohannière oraz Tirepied – powstała nowa gmina Tirepied-sur-Sée. Siedzibą gminy została miejscowość Tirepied. 